# Michele VII Ducas
Michele VII Ducas (in greco Μιχαήλ Ζ΄ Δούκας?, Mikhaēl VII Doukas Parapinakēs; Costantinopoli, 1050 circa – Efeso, 1090 circa) è stato un imperatore bizantino.
Era detto Parapinace (espressione greca che significa "meno un quarto", alludente al deprezzamento della valuta bizantina verificatosi durante il suo regno), fu basileus dei romei dal 24 ottobre 1071 al gennaio 1078.

## Biografia

### Origini familiari e giovinezza
Nato nel 1050 circa a Costantinopoli, era il figlio primogenito di Costantino Ducas e di Eudocia Macrembolitissa. Della sua infanzia nulla è noto salvo il fatto che la sua istruzione fu affidata a Michele Psello e che nell'inverno del 1059 divenne co-imperatore al fianco del padre, insieme o comunque poco prima del suo fratello minore Costanzo Ducas. 
Alla morte del padre Costantino X, nel 1067, Michele, già diciassettenne, avrebbe potuto governare autonomamente ma, nutrendo ben poco interesse per il governo, lasciò l'impero alle cure della madre Eudocia e dello zio paterno Giovanni Ducas. 
Il primo gennaio 1068 Eudocia sposò il generale Romano Diogene che quindi ascese al trono come basileus autokrator mentre Michele ed i suoi fratelli minori Costanzo e Andronico furono nominati co-imperatori ma senza alcuna funzione effettiva di governo. 
Il governo di Romano, tuttavia, favorendo gli interessi dell'esercito e della nobiltà anatolica, fu aspramente contestato da quella parte della corte che favoriva le aspirazioni politiche dell'alta burocrazia e del Senato di Costantinopoli. Quest'opposizione si palesò nell'agosto del 1071 quando parte dell'esercito imperiale disertò facendo sì che l'imperatore Romano IV Diogene fosse sconfitto nella battaglia di Manzicerta e cadesse nelle mani del sultano turco Alp Arslan.
Immediatamente i capi della fazione avversa a Romano IV, Michele Psello e Giovanni Ducas presero l'iniziativa cospirando per impedire il rilascio dell'imperatore e relegando Eudocia in un monastero; Romano IV, liberato dal sultano turco con il quale aveva raggiunto una tregua, tentò di riconquistare il trono ma fu sconfitto e morì poco dopo. Senza più opposizioni, Michele VII fu incoronato il 24 ottobre 1071 come basileus autokrator. 

### Regno
Debole di carattere e dedito esclusivamente ai propri interessi accademici, Michele VII dipendeva dai consigli del suo precettore Michele Psello, di suo zio Giovanni Ducas e del suo ministro delle finanze Niceforitzes i quali, sostanzialmente, diressero lo stato. 
Durante il suo regno le spese di corte, gli stipendi dei funzionari della capitale e le largizioni al clero aumentarono senza controllo mentre l'esercito vide una drastica riduzione degli effettivi ed un forte aumento del numero dei mercenari a discapito delle truppe dei themi. 
In materia religiosa, Michele VII fu il primo a ricevere, dopo lo Scisma d'Oriente, un delegato papale inviatogli da Papa Alessandro II nel 1071 per tentare una riconciliazione fra la Chiesa cattolica e quella ortodossa, tentativo che non ebbe tuttavia successo.
Cieco allo stato delle frontiere, Michele VII ignorò la tregua stipulata dal suo predecessore con il sultano Alp Arslan dando a quest'ultimo un valido pretesto per iniziare una campagna di conquista dell'Anatolia Bizantina. 
Solo dopo due anni di inerzia, l'imperatore diede ordine allo zio Giovanni Ducas di radunare un esercito mercenario, composto principalmente dai normanni di Roussel di Ballieul: l'iniziativa fu un completo fallimento perché l'esercito, privo di paga, si ammutinò e nominò come nuovo imperatore proprio Giovanni Ducas. 
Costretto ad affrontare l'usurpazione dello zio, Michele fu costretto a chiedere aiuto proprio ai turchi ai quali garantì il riconoscimento delle conquiste ottenute sul suolo bizantino; solo nel 1074 l'esercito bizantino, guidato da Alessio Comneno, con l'appoggio di truppe turche, riuscì a sconfiggere ed a catturare l'usurpatore. Il prezzo di tale vittoria, tuttavia, fu altissimo giacché i turchi furono in grado di occupare gran parte dell'altopiano dell'Anatolia centrale, regione produttrice di grano e vettovaglie, che mai più sarebbe tornata nelle mani bizantine. 
Simultaneamente all'usurpazione di Giovanni Ducas, scoppiò una rivolta separatista in Bulgaria che solo con tremendi sforzi e costi fu repressa dal generale Niceforo Briennio. 
Le rivolte e la perdita di vaste province provocarono un crollo delle entrate fiscali che rese impossibile il finanziamento delle sempre più alte spese per il mantenimento della burocrazia e delle truppe mercenarie; in conseguenza a ciò, Niceforitze decise di aumentare il gettito monopolizzando il trasporto ed il commercio del grano verso la Capitale ed imponendovi una forte tassa.
L'iniziativa fu sostanzialmente disastrosa: provocò un forte aumento del prezzo del grano che a sua volta generò un diffuso malcontento ed inflazione e, pertanto, Niceforitze svalutò di un quarto anche la moneta, motivo per cui Michele VII ricevette il nomignolo di "Parapinace"

### Deposizione
Nel 1078, il generale Niceforo Briennio, che pochi anni prima aveva soppresso la rivolta di Bulgaria, si proclamò imperatore ad Adrianopoli; altrettanto fece il governatore della Bitinia, Niceforo Botaniate, che, ottenuto l'appoggio dei turchi selgiuchi, ormai padroni dell'Anatolia, marciò su Costantinopoli. 
Privo di sostenitori, Michele VII abdicò in favore del Botaniate il 31 marzo del 1078 e si ritirò nel Monastero di Studion. Tra i suoi ultimi atti prima dell'abdicazione si ricorda l'invio di una ambasciata nella Cina della dinastia Song che giunse nel 1081. 
L'imperatore abdicatario dedicò gli ultimi anni di vita alla chiesa: divenne, infatti, Metropolita di Efeso e morì serenamente a Costantinopoli nel 1090.

### Vita privata
Michele VII sposò Maria d'Alania, figlia del re di Georgia Bagrat IV: dal matrimonio nacque un figlio, Costantino Ducas, co-imperatore dal 1075 al 1078 e dal 1081 al 1087.

## Galleria d'immagini

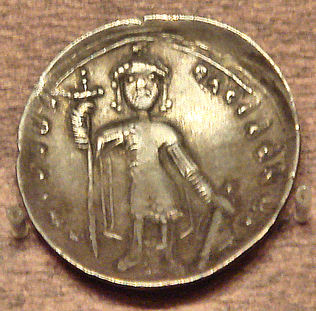
Un miliaresion di Michele VII Ducas.
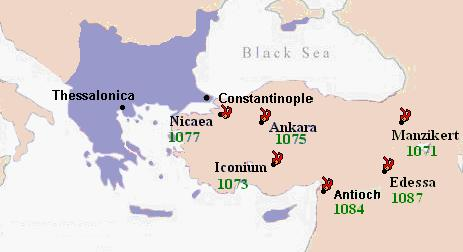
L'avanzata turca, dopo la battaglia di Manzicerta (1071), fino all'assedio di Edessa (1087).
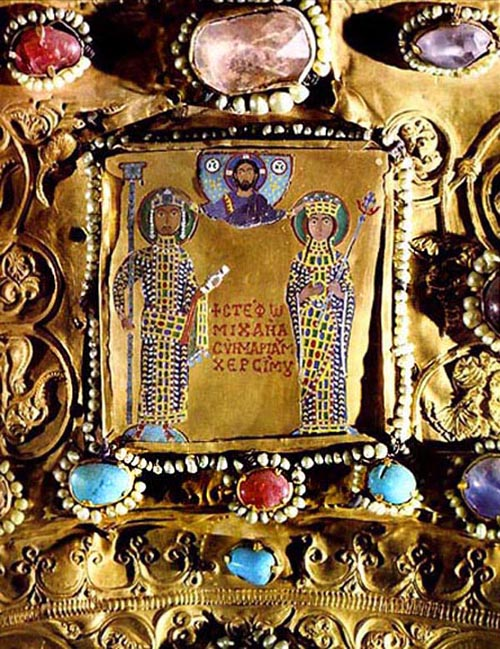
Michele VII Ducas e Maria d'Alania, mentre vengono incoronati da Cristo.
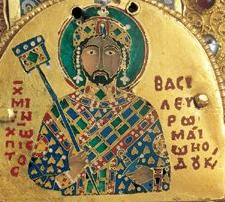
Ritratto di Michele VII presente in una placca di cornice della corona di Santo Stefano.
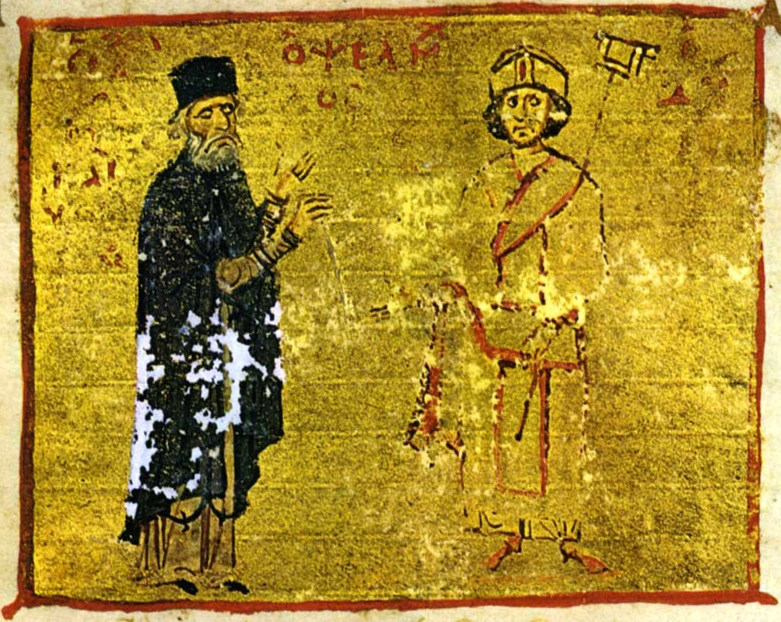
Michele VII che riceve Michele Psello.